# Старшевка (Шумячский район)
Старшевка — деревня в Шумячском районе Смоленской области России. Входит в состав Озёрного сельского поселения. По состоянию на 2007 год постоянного населения не имеет. 
Расположена в юго-западной части области в 14 км к юго-востоку от Шумячей, в 9 км южнее автодороги А101 Москва — Варшава («Старая Польская» или «Варшавка»), на берегу реки Вязовка. В 6 км северо-западнее деревни расположена железнодорожная станция Криволес на линии Рославль — Кричев. 

## История
В годы Великой Отечественной войны деревня была оккупирована гитлеровскими войсками в августе 1941 года, освобождена в сентябре 1943 года.